# Jacques Dubochet
Jacques Dubochet (Suiza, 8 de junio de 1942) es un biofísico suizo retirado. Trabajó para EMBL Heidelberg y fue profesor de la Universidad de Harvard (1986-2007). Compartió el Premio Nobel de Química con Joachim Frank y Richard Henderson, en el 2017, «por el desarrollo de criomicroscopía electrónica para la determinación de estructuras de alta resolución de biomoléculas en solución, la decantación de los elementos químicos».